# Louis Ziercke

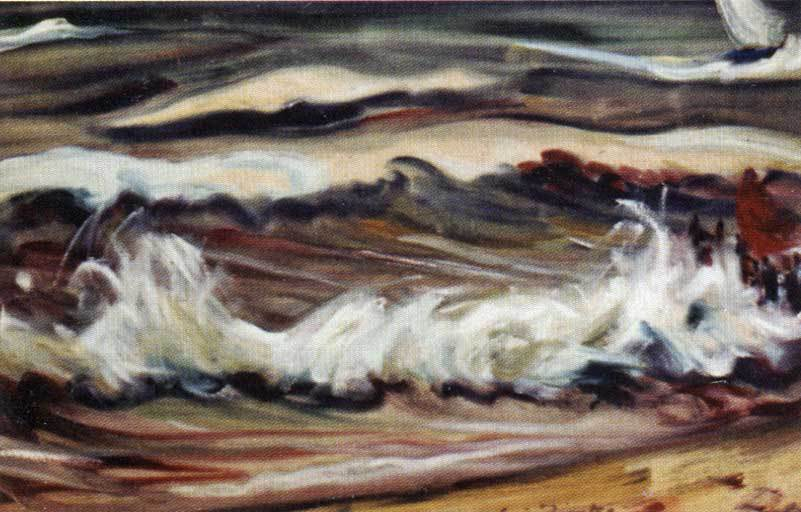
Die Welle, 1921

Louis Joseph Ziercke (* 9. April 1887 in Bad Godesberg; † 26. Februar 1945 ebenda) war ein deutscher Maler und Grafiker.

## Leben
Die Familie Ziercke stammte aus Parchim in Mecklenburg. Um 1900 bauten die Eltern ein Haus in der Brunnenallee 8 in Bad Godesberg. Zwischen 1898 und 1901 besuchte Ziercke das Königliche Gymnasium in Bonn. Von 1902 bis 1907 war er an der Kunstgewerbeschule Düsseldorf eingeschrieben. 1903 übernahm Peter Behrens die Leitung der Kunstgewerbeschule und Ziercke belegte, nach der Vorschule, zunächst die Fachklasse für Dekorationsmalerei bei Ignaz Wagner (1854–1917). 1904 wechselte er von der Dekorationsmalerei hinüber in die neu eingerichtete Fachklasse für Flächen- und graphische Kunst von Fritz Helmuth Ehmcke. Er wurde Mitglied der Vereinigung Ring und war maßgeblich an der Gestaltung der von Lehrern und Schülern der Kunstgewerbeschule getragenen Zeitschrift Ring beteiligt. 1907 besuchte er die Privatmalschule von Moritz Heimann in München, anschließend arbeitete er 1907 und 1908 im Architekturbüro von Peter Behrens in Neubabelsberg und ging dann bis 1909 zurück an die Kunstgewerbeschule Düsseldorf. Im Sommer 1909 führte er kurzzeitig mit seinem früheren Kompagnon an der Kunstgewerbeschule Fritz Kaldenbach ein gemeinsames Atelier für Architektur in Godesberg. 1910 bis 1914 studierte er in Berlin, u. a. bei Lovis Corinth, und ließ sich im Februar 1914 wieder in Godesberg nieder. Ab 1914 diente er als Soldat im Ersten Weltkrieg, bis er 1916 wehruntüchtig wurde.

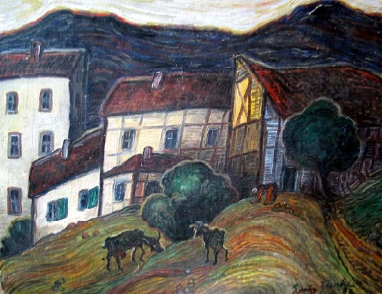
Pützborn, 1932

Nach Kriegsende arbeitete er als Lehrer für Freihandzeichnen an der Fortbildungsschule Godesberg und war dann ab 1923 bis 1944 als Maler und Werbegrafiker in Godesberg tätig. In der Inflationszeit schuf er zahlreiche Entwürfe für Notgeldscheine der Stadt Godesberg (10- und 25-Pfennig-Wert wurden realisiert). Von Juli bis Oktober 1944 wurde Ziercke zum Volkssturm eingezogen und erkrankte dort schwer. Er starb schließlich im Februar 1945.
Ziercke war Mitglied bei der Künstlergruppe Der Block in Berlin, Mitglied im Künstlerbund Westmark und – als erster Künstler aus Godesberg – spätestens ab 1912 Mitglied im Deutschen Werkbund. Ein wichtiger Auftraggeber und Förderer Zierckes war der Steppdecken- und Fahnenfabrikant Otto Müller aus Bad Godesberg.

## Werk (Auswahl)

### Ausstellungen
- 1906: III. Deutsche Kunstausstellung, Dresden
- 1912: Ausstellung der Berliner Künstlergruppe Der Block, Künstlerhaus Berlin
- 1917: Ausstellung moderne Graphik im Städtischen Museum Villa Obernier, Bonn
- 1920: Jahresausstellung der Bonner Künstlervereinigung 1914, Städtischen Museum Villa Obernier, Bonn
- 1920: Erste Ausstellung des Godesberger Künstlerbundes, Redoute, Godesberg
- 1920: Ausstellung Godesberger Künstlerbund, Leopold-Hoesch-Museum, Düren
- 1920: Kunstausstellung in Godesberg, Atelier van den Driesch
- 1921–1931: Ausstellung der Bonner Künstlervereinigung 1914 im Städtischen Museum Villa Obernier, Bonn
- 1921 im Juni, die zweite Ausstellung des Godesberger Künstler Bundes im Stollwerck-Haus in Godesberg
- 1921: Drei rheinische Maler, Leopold-Hoesch-Museum, Düren
- 1921: Romantiker-Ausstellung im Städtischen Museum Villa Obernier, Bonn
- 1922: Jahresausstellung der Bonner Künstler-Vereinigung 1914 im Obernier-Museum
- 1922: Ausstellung Künstlerbund Westmark Berlin Künstlerhaus
- 1921–1925: Ausstellungen des Künstlerbund Westmark in Koblenz, Trier und Bad Kreuznach
- 1922: Sonderausstellung im Atelier Schafgans Bonn
- 1926: Weihnachtsausstellung im Städtischen Museum Villa Obernier
- 1927: Ausstellung in den Geschäftsräumen der Godesberger Zeitung
- 1928: im Dezember, Kunstausstellung im Stollwerckhaus Bad Godesberg
- 1930: Weihnachtsausstellung der Bonner Künstlervereinigung 1914, im Städtischen Museum Villa Obernier
- 1931: Sonderausstellung Louis Ziercke im Kunstsalon Kleinschmidt Bonn
- 1932: Sonderausstellung im Städtischen Museum Villa Obernier
- 1933: Ausstellung der Bonner Künstlerschaft im Städtischen Museum Villa Obernier
- 1933: Ausstellung der Jungen Bonner Künstler im Suermondt-Museum in Aachen
- 1936: Weihnachtsausstellung Bonner Künstler im Obernier-Museum
- 1940: Ausstellung in der Kaiserstraße Bonn, die Dreiergruppe Louis Ziercke, Helmut Ludewig und Hans Dürrbeck
- 1940: Ausstellung Drei rheinische Maler in Geldern
- 1941: Drei rheinische Maler im Remscheider Heimatmuseum
- 1983: Die Generation der Vergessenen, Volkshochschule Bad Godesberg
- 1988: Damals in Godesberg, Ausstellung in Bonn-Bad Godesberg
- 2003: Louis Ziercke die Wiederentdeckung, Sonderausstellung der Peter-Schwingen-Gesellschaft, Haus an der Redoute in Bonn-Bad Godesberg
- 2003: Sonderausstellung von Louis Ziercke im Kunsthaus Schweitzer in Bonn-Bad Godesberg
- 2004: Sonderausstellung von Louis Ziercke im Kunsthaus Schweitzer in Bonn-Bad Godesberg.
- 2004: Ausstellung Louis Ziercke im Haus Bachem in Königswinter, im Rahmen der Kunsttage.
- 2006: Louis Ziercke in der Eifel, Forum Daun
- 2006–2008: Wanderausstellung des Künstlerbundes Westmark von 1921
- 2007: Louis Ziercke zu Gast bei Friedrich Karl Ströher, Große Sonderausstellung im Hunsrück-Museum Simmern.
- 2007: Expressiver Realismus im Rheinland, Haus an der Redoute in Bonn-Bad Godesberg
- 2009: Bonner Künstlervereinigung 1914, Erinnerung an die Jahresausstellungen von 1920 bis 1931, Städtisches Museum Villa Obernier, Bonn
- 2010: Reifferscheid, Ströher, Ziercke – Zeichnungen, Grafik, Aquarelle, Haus an der Redoute, Bonn-Bad Godesberg
- 2010: Raue Schönheit, Eifel und Ardennen im Blick der Künstler, Stadtmuseum Simeonstift Trier
- 2012: Ludwig und Louis Ziercke, zurück zu den Wurzeln nach Parchim, Graphik und Gemälde von 1910 bis 1932, Stadtmuseum Parchim

### Sonstiges
- 1935: Bad Godesberg, Friesdorfer Straße 1, Vereinshaus Lindenwirtin, Dekoration der „Rheinlandhalle“ mit Rheinmotiven[1]:108